# Бойко В'ячеслав Геннадійович
Бойко В'ячеслав Геннадійович (нар. 30 березня 1962, Харків) — український хоровий диригент, педагог, кандидат мистецтвознавства (2008), доцент (2010), завідувач кафедри хорового диригування та академічного співу Харківської державної академії культури.

## Життєпис
Музичну освіту розпочав з навчання у Харківській середній спеціалізованій музичній школі-інтернаті (клас О. М. Коломієць) у 1969 році, закінчив Харківське музичне училище (клас З. М. Артюхової) у 1981 році . Вищу освіту здобув у Харківському інституті мистецтв ім. І. П. Котляревського (клас А. А. Мірошникової) у 1986 році. Водночас від 1980 року був художнім керівником та головним диригентом Заслуженої народної хорової капели ПК «Металіст» у Харкові. Крім того, заснував хор ветеранів Німецько-радянської війни у селищі Бабаї Харківського району. Колективи неодноразово отримували звання лауреатів всесоюзних та всеукраїнських хорових конкурсів, фестивалів, оглядів художньої самодіяльності. У 1985 році Заслужену народну хорову капелу нагороджено Почесною грамотою Президії Верховної Ради УРСР. У 1990 році В. Бойко заснував камерний хор «Перша столиця» при Свято-Покровському монастирі. Хор став лауреатом, володарем Великої золотої медалі та призу глядацьких симпатій на ХІІ Міжнародному фестивалі церковної музики у Польщі 1993 року. На ХХ ювілейному фестивалі лауреатів у Польщі 2001 року митця було відзначено спеціальною премією як кращого диригента. У 1996—1999 роках хор гастролював містами Німеччини (Нюрнберг, Ротенбург, Швайг, Ерланген, Регенсбург та інші). Записав сім аудіопрограм духовної музики, компакт-диск «Пою Богу моему» (1999).
Від 2000 року працював на посаді викладача кафедри хорознавства та хорового диригування ХДАК, від 2008 року — старшого викладача. Сфера наукових інтересів — загальнокультурні, естетичні та художні компоненти професійної підготовки музикантів-виконавців, хорових диригентів, проблеми православної духовної музики, музична інтерпретація, психологія хорової творчості. У 2008 році В. Г. Бойко захистив кандидатську дисертацію «Секуляризація православної духовної хорової музики в російській та українській культурі ХVIІ — ХХI ст.» (науковий керівник — професор І. І. Польська). З 2010 року обіймає посаду доцента, з 2012 ― завідувач кафедри хорового диригування та академічного співу. Викладає навчальні дисципліни: «Диригування», «Хоровий клас», «Духовна музика» «Методика викладання спеціальних дисциплін», «Аранжування», «Духовна музика: національні традиції та сучасність» для студентів і магістрів денної та заочної форм навчання спеціальності «Хорове диригування».
У 2012 році В'ячеслав Бойко очолив академічний хор ХДАК. Концертна діяльність хору включає в себе підготовку до виконання програм для державних іспитів, щорічні звітні концертні програми. Крім цього, хор готує програми, спрямовані на відновлення класичної національної музичної спадщини, такі як «Українська духовна музика». Його концерти присвячені творам видатних українських композиторів, таких як М. Березовський, М. Лисенко, К. Стеценко та інші. Хор щороку презентує хорове мистецтво Слобожанщини в Колонній залі ім. М. В. Лисенка Національної філармонії України, Національному палаці мистецтв «Україна» в Києві, залах Харківського національного академічного театру опери та балету ім. М. В. Лисенка, в Органному залі обласної філармонії та Харківському національному університеті мистецтв ім. І. П. Котляревського. Щорічно бере участь у фестивалях духовної та світської музики міста Харкова: «Покровські голоси», «Різдвяночки», «Співоча Феєрія» та інші. За час свого існування колектив став лауреатом багатьох конкурсів-фестивалів, серед них:
- 2014 ― Гран-прі та диплом лауреата I ступеню Всеукраїнського Фестивалю хорової музики «Від Різдва до Різдва» (Дніпропетровськ)[2].

- 2016 — Лауреат І ступеню ІІ Міжнародного музичного конкурсу «WORLD OF MUSIC» (Австрія, Зальцбург).
- 2016 — переможець та володар звання «Internet Music Champion of the World 2016» у номінації «Хор» VI Міжнародного музичного конкурсу «Іnternational music competition 2016» (Сербія, Белград).
- 2016 — лауреат І ступеню у двох категоріях: «Духовна музика» і «Світова музика» VI Міжнародного музичного конкурсу «Іnternational music competition 2016» (Сербія, Белград)[5].
- 2016 — Гран-прі XXXV Міжнародного Фестивалю «HAJNOWSKIE DNI MUZYKI CERKIEWNEJ» (Польща, Гайнівка-Білосток).
- 2017 — лауреат І ступеню у категорії «Світова музика» VII Міжнародного музичного конкурсу «Іnternational music competition 2017» (Сербія, Белград).
- Академічний хор ХДАК внесено до «Книги рекордів України» за встановлення рекорду України в категорії «Масові заходи» (Вінниця, 2017)[6].
- 2017 — лауреат Всеукраїнського фестивалю ім. М. Д. Леонтовича (Вінниця)[7].
- 2018 — диплом Лауреата I ступеню Всеукраїнського Фестивалю хорової музики «Від Різдва до Різдва» (Дніпро). В обласному конкурсі «Вища школа Харківщини – кращі імена» в номінації «Завідувач кафедри» нагороджено «Почесною Грамотою».
- 2019 — рішенням президії Національної академії мистецтв України нагороджений Срібною медаллю за творчі досягнення.
- 2021 ― Гран-Прі III International vocal and choral competition «VOCAL-ART» (Словаччина).
- 2021 — Лауреат І ступеня Міжнародного Фестивалю «Sopravista Art Games» (Італія).
- 2022 — Лауреат І ступеню Міжнародного музичного конкурсу «The Song» (Італія).

- 2023 —Лауреат І ступеню Міжнародного музичного конкурсу «ART WORD FESTIVAL» (Slovak Republic-Ukraine).

- 2023 — Гран-Прі Canadian-Ukrainian Festival of Children and Youth Creativity (Canada, Toronto).
- 2024 — Лауреат І ступеню Міжнародного музичного конкурсу «FORMULA FEST» (Romania, Bucuresti).
- 2024 — Лауреат І ступеню Міжнародного музичного конкурсу «BALTIC FEST» (Ukraine, Finland, Latvia, Lithuania, Czech Republic);
- 2024 — Лауреат І ступеню Міжнародного музичного конкурсу «Hollywood alley» (Ukraine, USA);
- 2024 — Лауреат І ступеню Міжнародного музичного конкурсу «New York Star lights» (Ukraine, USA)[8].

У 2022 році нагороджений орденом Святого рівноапостольного князя Володимира I ступеня.
У 2023 році Бойко В. Г. за вагомий особистий внесок у розвиток культури, високу професійну майстерність, нагороджений грамотою міністра культури та інформаційної політики.

## Основні праці
- Бойко В. Г. Сутність та система духовної православної хорової музики / В. Г. Бойко // Культура України. — Харків : ХДАК, 2003. — Вип. 12 : Філософія культури. Мистецтвознавство. — С. 166—175.

- Бойко В. Г. Особливості творчості Д. С. Бортнянського у віддзеркаленні західноєвропейських традицій 2-ї половини XVII—XVIII ст. / В. Г. Бойко // Культура України : зб. наук. пр. / М-во культури України, Харків. держ. акад. культури, [Акад. мистец. України, Ін-т культурології ; редкол.: В. М. Шейко (відп. ред.) та ін.] ; за заг. ред. В. М. Шейка. — Харків : ХДАК, 2012. — Вип. 37. — С. 263—272.
- Бойко В. Г. Православна духовна музика в професійній підготовці диригентів-хормейстерів / В. Г. Бойко // Культура України. Серія: Мистецтвознавство : зб. наук. пр. / М-во культури України, Харків. держ. акад. культури ; [редкол.: В. М. Шейко (відп. ред.) та ін.] ; за заг. ред. В. М. Шейка. — Харків: ХДАК, 2015. — Вип. 50. — С. 36–46.
- Бойко В. Г. Проблема синтезу духовного та світського в богослужбово-співочій культурі XVII—XXI ст. / В. Г. Бойко // С. Рахманінов та культура України. Розвиток інформаційної культури : український та європейський досвід її правового забезпечення. — Харків, 2017. — Вип. 14 : С. Рахманінов : на зламі століть : до 145-річчя від дня народж. С. В. Рахманінова. — С. 110—123.
- Бойко В. Г. Специфіка професійної діяльності диригента академічного хору / В. Г. Бойко // Культура України. Серія: Мистецтвознавство : зб. наук. пр. / М-во культури України, Харків. держ. акад. культури ; [редкол.: В. М. Шейко (відп. ред.) та ін.] ; за заг. ред. В. М. Шейка. — Харків : ХДАК, 2019. — Вип. 63. — С. 8–18.
- Бойко В. Г. Образно-смисловий контент духовної музичної творчості ХХ — початку ХХІ ст. / В. Г. Бойко // Музикознавча думка Дніпропетровщини : зб. наук. пр. / М-во культури та інформ. політики України, Нац. всеукр. муз. спілка, Дніпропетр. акад. музики ім. М. Глінки. — Дніпро, 2021. — Вип. 20 (1). — С. 43–54.
- Byelik-Zolotaryova N., Zolotaryova N., Boiko V., Sukhomlinova T., Zaverukha O. A Performance Interpretation of the Viennese Classics by the Example of Fantasia for Piano, Chorus and Orchestra in C Minor, Op. 80 by Ludwig van Beethoven. ― STUDIA UNIVERSITATIS BABEŞ-BOLYAI, Issue 2. ― 2023. ― P. 121–150.